# هری دی وینت
کاپیتان هری ویلز دارل د وینت FRGS (زاده ۹ آوریل ۱۸۵۶، پاریس- درگذشت ۳۰ نوامبر ۱۹۳۳، بورنموث) دستیار شوهر خواهرش چارلز بروک، راجه ساراواک (شوهر مارگارت خواهر هری) بود و بیشتر به عنوان یک کاوشگر و سفرنامه‌نویس شناخته می‌شود. کتاب‌های او با نام هری دی وینت منتشر شد.
هری دی وینت پسر کاپیتان جوزف کلیتون جنینز دی وینت از روستای بلانسدون‌هال، هایورث بود. او در سال ۱۸۷۵م. در کالج ماگدالن در کمبریج پذیرفته شد، اما مدرکی نگرفت و با شوهر خواهرش از ۱۸۷۶ تا ۱۸۷۸ سفر کرد او چندین بار ازدواج کرد، اولین همسرش فرانسیس لورا آرابلا لانگ، خواهر اولین ویسکونت لانگ راکسال بود که در سال ۱۸۸۲م. در لندن با او ازدواج کرد. آن‌ها در سال ۱۸۸۸م. از هم جدا شدند. حاصل این ازدواج یک دختر به نام مارگارت ماد بود. هری در سال ۱۸۹۹م. با هیلدا فرانسیس ای کلارک، دختر کشیش  ویلیام رابینسون کلارک، ازدواج کرد. او در سال ۱۹۲۴م. درگذشت. در سال ۱۹۲۷م. هری با بازیگر شارلوت الیزابت ایهل که بیشتر با نام هنری‌اش، الین اینسکورت شناخته می‌شود، ازدواج کرد.

## آثار
- روی خط استوا (۱۸۸۲)
- زمینی از پکین تا کاله (۱۸۸۹)
- سفری به هند از ایران و بلوچستان (۱۸۹۱)
- از میدان‌های طلای آلاسکا تا تنگه برینگ (1898)[۳]
- ماجراجویی‌ها و داستان‌های واقعی. چاتو ۱۸۹۹.
- زمینی از پاریس تا نیویورک (۱۹۰۳)، چاپ دوم ۱۹۰۴
- از میان اروپای وحشی؛ روایت یک سفر (که به عنوان خبرنگار ویژه روزنامه وست مینستر انجام شد)، در سراسر کشورهای بالکان و روسیه اروپایی؛ با صد تصویر لندن: تی فیشر آنوین. ۱۹۰۷. بازیابی شده در ۲۱ مارس ۲۰۱۹ - از طریق آرشیو اینترنت.
- خال‌ها و معنای آنها لندن: سی. آرتور پیرسون با مسئولیت محدود
- یادداشت‌های من در داخل و خارج از کشور. یی.پی. داتون و همکاران. ۱۹۲۳.